# Біленька I
Біленька I (Велика Біленька, Верхня Біленька) — річка в Україні, у Краматорському районі Донецької області. Права притока Казенного Торця (басейн Дону).

## Опис
Довжина річки 19 км, похил річки 3,3  м/км. Площа басейну водозбору 179 км². Річка формується з 6 безіменних струмків та 9 загат.

## Розташування
Бере початок на північно-східній стороні від села Майське. Тече переважно на північний захід через Маркове, Федорівку, Білокузьминівку, Семенівку. У Краматорську впадає у річку Казенний Тороць, праву притоку Сіверського Донця.
.
Населені пункти вздовж берегової смуги: Новомаркове, Віролюбівка, Клинове, Ашуркове.
У Краматорську річку перетинає автошлях Н20.

## Цікавий факт
- У селі Білокузьминівці річка пропливає біля Скелеподібного оголення верхньої крейди.